# 箭牌家居
箭牌家居（英語：Arrow Home Group Co., Ltd.，深交所：001322）全称是箭牌家居集团股份有限公司，是一家中国家具公司。

## 历史
1994年创建于广东佛山，主要生产陶瓷、龙头五金、浴室家具、瓷砖、浴缸浴房、定制橱衣柜等。2022年10月26日在深圳证券交易所挂牌上市。

## 品牌
- ARROW箭牌
- FAENZA法恩莎
- ANNWA安华